# Alosa caspia
Alosa caspia é uma espécie de peixe da família Clupeidae no ordem dos Clupeiformes.

## Subespecies
- Alosa caspia caspia (Eichwald, 1838
- Alosa caspia knipowitschi (Iljin, 1927
- Alosa caspia persica (Iljin, 1927.[4]